# Runchomyia reversa
Runchomyia reversa är en tvåvingeart som först beskrevs av Lane och Nelson Leander Cerqueira 1942.  Runchomyia reversa ingår i släktet Runchomyia och familjen stickmyggor. Inga underarter finns listade i Catalogue of Life.